# Luís Gastão d'Escragnolle Dória
Luís Gastão d'Escragnolle Dória (Rio de Janeiro, 31 de janeiro de 1869 — Rio de Janeiro, 14 de janeiro de 1948) foi um professor, arquivista, compositor, libretista, publicista, tradutor e escritor brasileiro. Foi membro do Instituto Histórico e Geográfico Brasileiro.

## Biografia
Nasceu na cidade do Rio de Janeiro, filho do general Luiz Manuel das Chagas Dória e de sua esposa Adelaide d'Escragnolle Taunay Dória. Formou-se em direito pela Faculdade de Direito da Universidade de São Paulo, concluindo o curso no ano de 1890, mas não enveredou pela advocacia, empregando-se como editor do diário dos debates do Senado Federal do Brasil.
A partir de 1906 foi professor de história universal e de história do Brasil no Colégio Pedro II da cidade do Rio de Janeiro. Entre 1910 e 1912 viajou pela Europa como bolseiro do Ministério da Justiça e dos Negócios Interiores do Brasil recolhendo documentação histórica relativa ao Brasil.
De 1917 a 1922 foi diretor do Arquivo Nacional do Brasil e editor do respectivo periódico.
Foi membro de doze sociedades científicas e literárias e deixou uma vasta obra publicada, incluindo dispersos por vários periódicos brasileiros e de outras nacionalidades, com destaque para o Jornal do Comércio do Rio de Janeiro.
D'Escragnolle Dória, como publicava, teria sido, conforme o pesquisador especialista em Mallarmé, Júlio Castanõn Guimarães, o autor da primeira tradução do poeta francês Stephane Mallarmé no Brasil, publicada na revista Rua do Ouvidor, em 11 de maio de 1901.
Foi casado com a professora e pedagoga Lavínia de Oliveira d'Escragnolle Dória.

## Obras mais relevantes
- Dor (1904);
- Cousas do passado (1909);
- Da conveniência de um acordo luso-brasileiro (1910);
- A significação da obra de Anchieta no Brasil (1910);
- Un coup d'oeil sur l'histoire du Brésil (1910);
- Romão de Mattos Duarte o bemfeitor dos expostos (1916).